# Grey Eagle
Grey Eagle é uma cidade localizada no estado americano de Minnesota, no Condado de Todd.

## Demografia
Segundo o censo americano de 2000, a sua população era de 335 habitantes.
Em 2006, foi estimada uma população de 331, um decréscimo de 4 (-1.2%).

## Geografia
De acordo com o United States Census Bureau tem uma área de
1,0 km², dos quais 1,0 km² cobertos por terra e 0,0 km² cobertos por água.

## Localidades na vizinhança
O diagrama seguinte representa as localidades num raio de 20 km ao redor de Grey Eagle.